# Spielothek-Cup 1992
Der Spielothek-Cup 1992 war die siebte Austragung des Handballwettbewerbs und wurde am 28. und 29. August 1992 in den ostwestfälischen Städten Minden und Lübbecke in Nordrhein-Westfalen ausgetragen.
Der VfL Fredenbeck setzte sich im Finale mit 27:26 (21:21; 10:11) nach Siebenmeterwerfen gegen den SC Magdeburg durch und gewann nach dem Sieg im Vorjahr seinen insgesamt zweiten Titel. Den dritten Platz teilte sich der TSV GWD Minden mit dem TuS Nettelstedt. Nach einem 17:17 (10:7) nach regulärer Spielzeit folgte ein Siebenmeterwerfen, das auch nach 18 Schützen noch nicht beendet war. Daraufhin wurde das Mühlenkreis-Derby vom Veranstalter beim Stand von 24:24 abgebrochen und unentschieden gewertet. Torschützenkönig wurde Nettelstedts Oleg Gagin mit elf Toren. Auch Zbigniew Tłuczyński vom VfL Fredenbeck erzielte elf Tore, Gagin hatte aber mehr Feldtore aufzuweisen.

## Preisgeld
Das Preisgeld betrug 10.000 DM. 4.000 DM davon gingen an den Sieger VfL Fredenbeck.
| Erreichte Platzierung | Preisgeld |
| --------------------- | --------- |
| Sieg                  | 4.000 DM  |
| 2. Platz              | 3.000 DM  |
| 2 × 3. Platz          | 1.500 DM  |

## Modus
Es wurde mit vier Mannschaften im K.-o.-System mit zwei Halbfinalspielen, dem Spiel um Platz drei sowie dem Finale gespielt. Die Spielzeit betrug 2 × 30 Minuten. Bei unentschiedenem Ausgang nach Ablauf der regulären Spielzeit gab es ein Siebenmeterwerfen.

## Spiele

### Halbfinale
| 28. August 1992 18:30 Uhr | TSV GWD Minden                | 19:20  | VfL Fredenbeck                   | Kreissporthalle, Minden Zuschauer: 400 |
| 28. August 1992 18:30 Uhr | meiste Tore: Schoppe (6 Tore) | (9:10) | meiste Tore: Tłuczyński (7 Tore) | Kreissporthalle, Minden Zuschauer: 400 |
| 28. August 1992 18:30 Uhr |                               |        |                                  | Kreissporthalle, Minden Zuschauer: 400 |

| 28. August 1992 20:00 Uhr | TuS Nettelstedt            | 12:26  | SC Magdeburg                      | Kreissporthalle, Minden Zuschauer: 400 |
| 28. August 1992 20:00 Uhr | meiste Tore: Kohl (3 Tore) | (6:12) | meiste Tore: Jankevičius (6 Tore) | Kreissporthalle, Minden Zuschauer: 400 |
| 28. August 1992 20:00 Uhr |                            |        |                                   | Kreissporthalle, Minden Zuschauer: 400 |

### Spiel um Platz 3
| 29. August 1992 18:30 Uhr | TSV GWD Minden                | 24:24 (Abbruch) n. S. | TuS Nettelstedt             | Sporthalle Nettelstedt, Lübbecke Zuschauer: 300 Schiedsrichter: Wolfgang Jamelle, Thomas Link |
| 29. August 1992 18:30 Uhr | meiste Tore: Niekamp (5 Tore) | (10:7), (17:17)       | meiste Tore: Gagin (9 Tore) | Sporthalle Nettelstedt, Lübbecke Zuschauer: 300 Schiedsrichter: Wolfgang Jamelle, Thomas Link |
| 29. August 1992 18:30 Uhr |                               |                       |                             | Sporthalle Nettelstedt, Lübbecke Zuschauer: 300 Schiedsrichter: Wolfgang Jamelle, Thomas Link |

### Finale
| VfL Fredenbeck | VfL Fredenbeck | SC Magdeburg | SC Magdeburg |
| | Finale 29. August 1992, 20:00 Uhr in Lübbecke (Sporthalle Nettelstedt) Ergebnis: 27:26 (10:11, 21:21) Zuschauer: 300 Schiedsrichter: Wolfgang Jamelle, Thomas Link ( Deutschland) |              |              |
| Mariusz Dudek, Arne Eppers – Zbigniew Tłuczyński (4/3), Gunnar Schmidt (3), Olaf Peitz (3), Lars Olsson, Matthias Bölk, Martin Szygula, Andreas Neitzel (1), Harald Szygula, Bogusław Lewandowski (2), Maik Heinemann (2), Jean Baruth (6/4) Trainer: Zenon Łakomy ( Polen) | Jens Kürbis, Gunar Schimrock – Holger Winselmann (7), Marc Siegesmund, Jens Fiedler (2/1), Heiner Benecke (3), Dietrich Küster (1), Andreas Fink (1), Laisvidas Jankevičius (4), Sven Liesegang (1), Steffen Stiebler (2), Peter Pysall, Jan Krause Trainer: Hartmut Krüger ( Deutschland) |              |              |

## Statistiken

### Torschützenliste
| Pl. | Spieler               | Verein          | Tore | FT | 7 m | T/S |
| --- | --------------------- | --------------- | ---- | -- | --- | --- |
| 1   | Oleg Gagin            | TuS Nettelstedt | 11   | 8  | 3   | 5,5 |
|     | Zbigniew Tłuczyński   | VfL Fredenbeck  | 11   | 7  | 4   | 5,5 |
| 3   | Laisvidas Jankevičius | SC Magdeburg    | 10   | 10 | 0   | 5   |
| 4   | Holger Winselmann     | SC Magdeburg    | 9    | 9  | 0   | 4,5 |
| 5   | Jean Baruth           | VfL Fredenbeck  | 8    | 4  | 4   | 4   |
| 6   | Andreas Fink          | SC Magdeburg    | 6    | 6  | 0   | 3   |
|     | Frank Schoppe         | TSV GWD Minden  | 6    | 3  | 3   | 3   |
| 8   | Heiner Benecke        | SC Magdeburg    | 5    | 5  | 0   | 2,5 |
|     | Andreas Hertelt       | TSV GWD Minden  | 5    | 5  | 0   | 2,5 |
|     | Olaf Peitz            | VfL Fredenbeck  | 5    | 5  | 0   | 2,5 |
|     | Gunnar Schmidt        | VfL Fredenbeck  | 5    | 5  | 0   | 2,5 |
|     | Steffen Stiebler      | SC Magdeburg    | 5    | 5  | 0   | 2,5 |
|     | Holger Niekamp        | TSV GWD Minden  | 5    | 0  | 5   | 2,5 |

FT – Feldtore, 7 m – Siebenmeter-Tore, T/S – Tore pro Spiel

## Aufgebote
| VfL Fredenbeck | SC Magdeburg | TSV GWD Minden / TuS Nettelstedt | TSV GWD Minden / TuS Nettelstedt |
| Arne Eppers Mariusz Dudek Zbigniew Tłuczyński Gunnar Schmidt Olaf Peitz Lars Olsson Matthias Bölk Andreas Neitzel Harald Szygula Bogusław Lewandowski Jean Baruth Holger Schmidt Martin Szygula Maik Heinemann | Gunar Schimrock Jens Kürbis Holger Winselmann Marc Siegesmund Jens Fiedler Heiner Benecke Dietrich Küster Andreas Fink Karsten Schulze Laisvidas Jankevičius Sven Liesegang Steffen Stiebler Peter Pysall Jan Krause | Volker Hoffmann Jens Buhrmester Bodo Leckelt Holger Niekamp Kai Stolze Norbert Gregorz Lars Fürhölter Frank Schoppe Thomas Oehme Bert Fuchs Stephan Schlegel Andreas Hertelt | Fynn Holpert Jens Kanzog Oleg Gagin Michael Thierauf Heiko Ruwe Jörg Mangold Mike Vette Dieter Kress Stefan Windhagen Andreas Kohl Ralf Bruelheide Guido Klöpper |
| Zenon Łakomy (Trainer) | Hartmut Krüger (Trainer) | Milomir Mijatović (Trainer) | Christoph Geis (Trainer) |